# Gewargis II
Gewargis bar Al-Sayyah (o Al-Sabbah) (Hinis, ... – Baghdad, marzo 831) è stato un vescovo cristiano orientale siro, metropolita di Beth Lapat e patriarca della Chiesa d'Oriente tra l'827 e l'831.

## Biografia
Nato Sahrzad, figlio di Mihroi, nel villaggio di Hinis presso Marga, nella regione di Aqrah nell'Adiabene, divenne monaco e poi superiore del monastero di Beth Abe. Il patriarca Timoteo I lo nominò metropolita di Beth Lapat nell'Elam, dove si mostrò un buon amministratore e dove favorì la locale accademia.
Morto Ishoʿ bar Nun, fu scelto a succedergli come patriarca della Chiesa d'Oriente; ricevette la consacrazione patriarcale il 16 giugno 827. È noto per le sue qualità di taumaturgo ed esorcista.
Già molto anziano, morì ultracentenario nel mese di marzo dell'831 e fu sepolto nella chiesa del Dayr al-Jāthalīq (noto nelle fonti siriache con il nome di monastero di Klilisho).